# Municipio de Tenango de Doria
El municipio de Tenango de Doria es uno de los ochenta y cuatro municipios que conforman el estado de Hidalgo en México. La cabecera municipal y localidad más poblada es Tenango de Doria.
El municipio se localiza al oriente del territorio hidalguense entre los paralelos 20°15′ y 20°25′ de latitud norte; los meridianos 98°5′ y 98°20′ de longitud oeste; con una altitud entre 700 y 2800 m s. n. m. Este municipio cuenta con una superficie de 176.61 km², y representa el 0.85 % de la superficie del estado; dentro de la región geográfica denominada como Sierra de Tenango.
Colinda al norte con los municipios de San Bartolo Tutotepec y Huehuetla; al este con el municipio de Huehuetla y el estado de Veracruz de Ignacio de la Llave; al sur con el estado de Veracruz de Ignacio de la Llave y el municipio de Metepec; al oeste con los municipios de Metepec y San Bartolo Tutotepec.

## Toponimia
La voz de Tenango (Tenanco) es de origen náhuatl y significa “En el lugar de los muros”, de tenamitl “muro o pared” y el locativo co.  El nombre de Doria se le puso en honor a Juan Crisóstomo Doria, primer gobernador del estado de Hidalgo.

### Glifo
El glifo del poblado representa un muro con salientes hacia arriba a manera de almenas y en la pared baja del cuadrante ostenta cuatro círculos.

## Geografía

### Relieve e hidrográfica

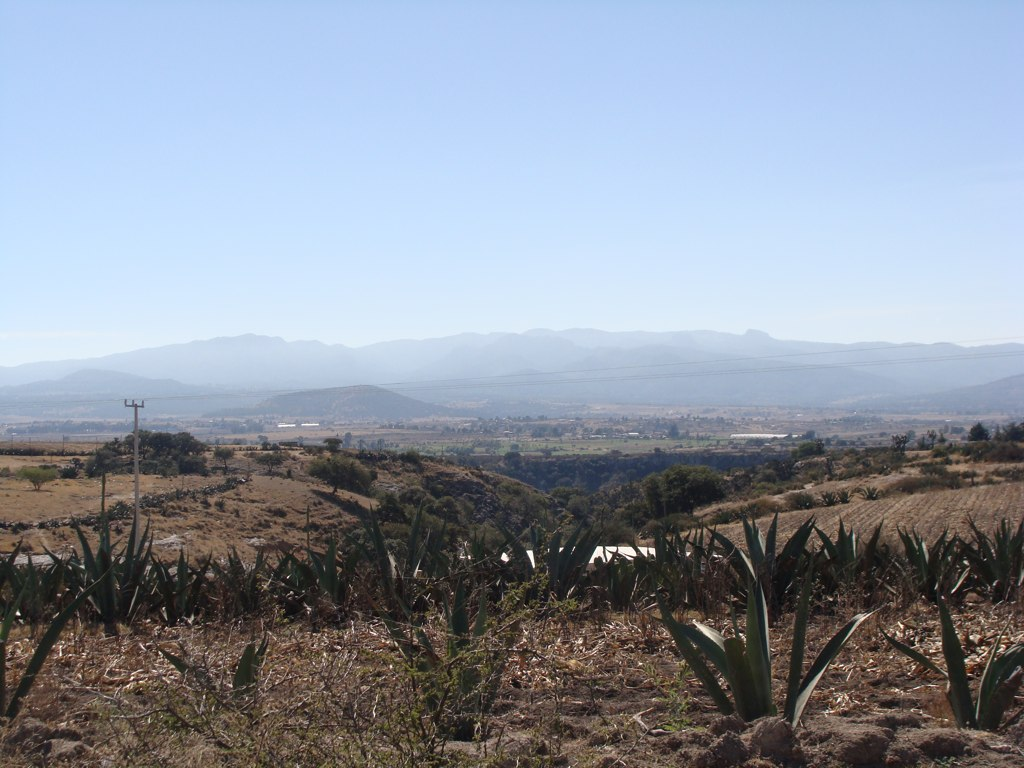
Panorámica del municipio.

En cuanto a fisiografía se encuentra dentro de las provincias de la Sierra Madre Oriental (99.0%) y el Eje Neovolcánico (1.0%); dentro de la subprovincia de Carso Huasteco (99.0%), Llanuras y Sierras de Querétaro e Hidalgo (1.0%). Su territorio es sierra a (98.0%), llanura (1.0%) y meseta (1.0%). De las principales elevaciones presentes en el municipio, se encuentran los cerros del Estribo, Brujo, Debosda, el Crío, Macho y la Cuchila; todos ellos por encima de los 1000 metros sobre el nivel del mar.
En cuanto a su geología corresponde al periodo jurásico (34.0%), cretácico (33.0%), neógeno (31.64%) y triásico (1.0%). Con rocas tipo ígnea extrusiva: toba ácida (29.64%) y basalto (3.0%) Sedimentaria: caliza (33.0%), lutita–arenisca (27.0%), caliza–lutita (6.0%) y arenisca– conglomerado (1.0%). En cuanto a cuanto a edafología el suelo dominante es luvisol (86.64%), regosol (5.0%) y cambisol (8.0%).
En lo que respecta a la hidrología se encuentra posicionado en la región hidrológica de Tuxpan–Nautla (97.0%) y del Pánuco (3.0%); en las cuencas del río Tuxpan (76.0%), río Cazones (21.0%) y río Moctezuma (3.0%); dentro de las subcuenca del río Pantepec (76.0%), río San Marcos (21.0%) y río Metztitlán (3.0%). Las corrientes de agua que conforman el municipio son: Tenango, la Ardilla, San Francisco, Agua Grande, el Carrizal, el Arenal, los Camarones, Cuarco, los María, Cerro Viejo, Cerro Blanco, Pie del Cerro y Mesillas.

### Clima
El municipio en toda su extensión presenta una diversidad de climas; Templado húmedo con lluvias todo el año (47.0%), templado húmedo con abundantes lluvias en verano (31.0%), semicálido húmedo con lluvias todo el año (13.0%) y semifrío húmedo con abundantes lluvias en verano (9.0%). La temperatura promedio mensual en el municipio oscila entre los 14 °C, para los meses de diciembre y enero que son los más fríos del año, y los 19.5 °C para el mes de mayo que registra las temperaturas más altas. Con respecto a la precipitación anual en el municipio, el nivel promedio observado es de alrededor de 1952 mm, siendo los meses de julio y septiembre los de mayor precipitación y los de enero y febrero los de menor.

### Ecología
La flora en el municipio tiene una vegetación compuesta por eucalipto, pino, encino, ocote manzanilla, encino negro, uña de gato, oyamel, cedro rojo, además de especies no maderables como: hongos, palma camedor, musgo. La fauna perteneciente a esta región está compuesta por conejo, liebre, zorrillo, tlacuache, armadillo, ardilla, comadreja y codorniz, además de la gran variedad de reptiles, aves cantoras y arácnidos etc.

## Demografía

### Población
De acuerdo a los resultados que presentó el Censo Población y Vivienda 2020 del INEGI, el municipio cuenta con un total de 17 503 habitantes, siendo 8395 hombres y 9108 mujeres. Tiene una densidad de 99.1 hab/km², la mitad de la población tiene 27 años o menos, existen 92 hombres por cada 100 mujeres.
El porcentaje de población que habla lengua indígena es de 26.36 %, en el municipio se hablan principalmente Otomí de la Sierra (98.6 %), así como náhuatl (0.9 %). El porcentaje de población que se considera afromexicana o afrodescendiente es de 1.61 %.
Tiene una Tasa de alfabetización de 99.1 % en la población de 15 a 24 años, de 79.0 % en la población de 25 años y más. El porcentaje de población según nivel de escolaridad, es de 15.6 % sin escolaridad, el 60.9 % con educación básica, el 13.7 % con educación media superior, el 9.8 % con educación superior, y 0.0 % no especificado.
El porcentaje de población afiliada a servicios de salud es de 87.4 %. El 1.7 % se encuentra afiliada al IMSS, el 89.7 % al INSABI, el 5.9 % al ISSSTE, 1.8 % IMSS Bienestar, 0.1 % a las dependencias de salud de PEMEX, Defensa o Marina, 0.1 % a una institución privada, y el 1.1 % a otra institución. El porcentaje de población con alguna discapacidad es de 6.0 %. El porcentaje de población según situación conyugal, el 30.0 % se encuentra casada, el 31.3 % soltera, el 26.5 % en unión libre, el 5.3 % separada, el 0.6 % divorciada, el 6.3 % viuda.
Para 2020, el total de viviendas particulares habitadas es de 4628 viviendas, representa el 0.5 % del total estatal. Con un promedio de ocupantes por vivienda 3.7 personas. Predominan las viviendas con tabique y block. En el municipio para el año 2020, el servicio de energía eléctrica abarca una cobertura del 98.2 %; el servicio de agua entubada un 34.6 %; el servicio de drenaje cubre un 92.6 %; y el servicio sanitario un 95.3 %.

### Localidades

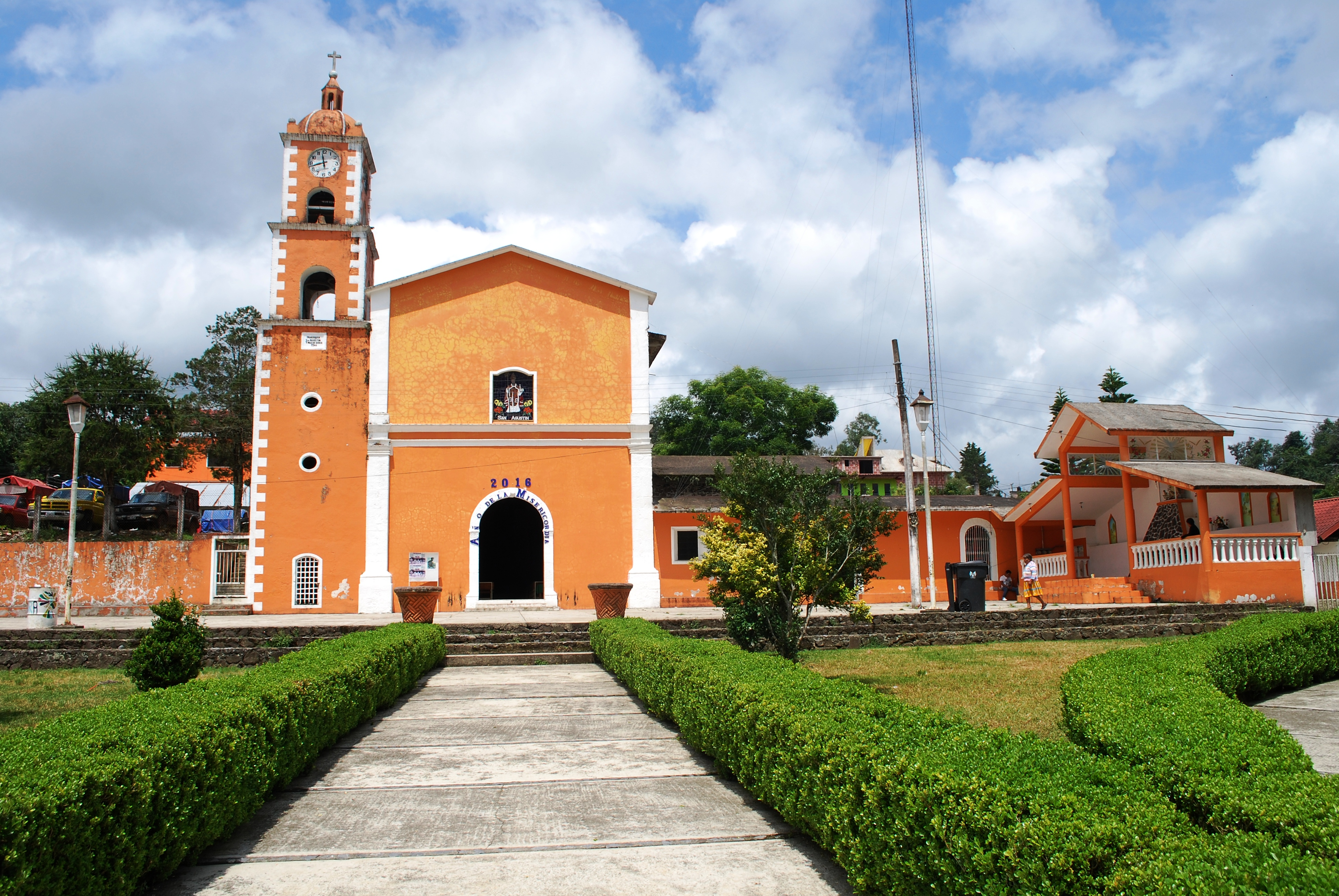
Localidad de Tenango de Doria.

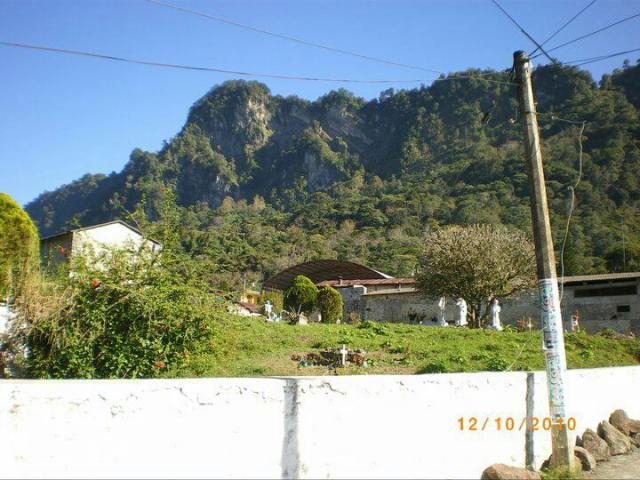
Localidad de Santa María Temaxcalapa.

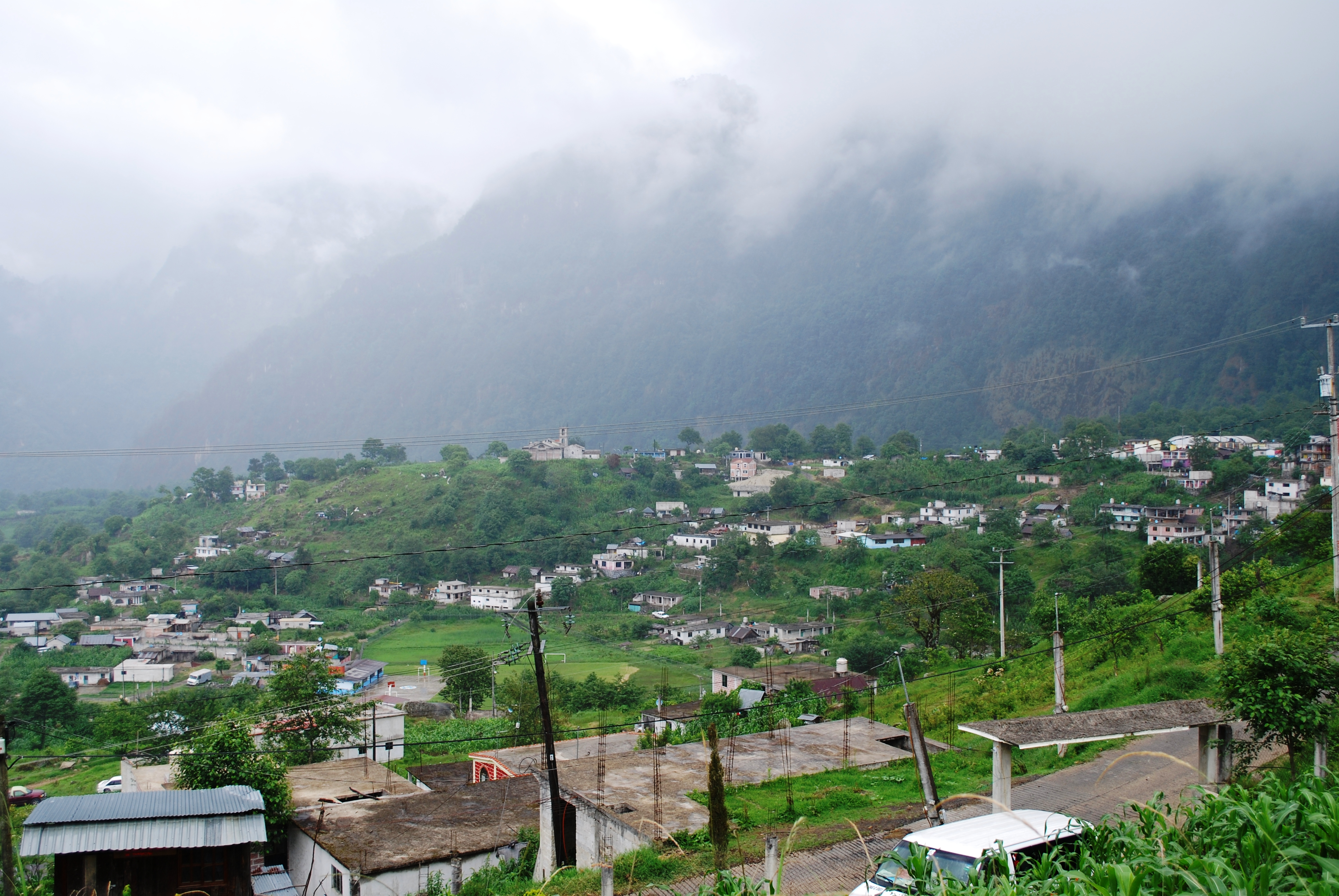
Localidad de Santa Mónica.

Para el año 2020, de acuerdo al Catálogo de Localidades, el municipio cuenta con 59 localidades.
| Código INEGI | Localidad                       | Población (2020) | Porcentaje (%) | Ámbito Población | Categoría Población |
| ------------ | ------------------------------- | ---------------- | -------------- | ---------------- | ------------------- |
| 130600001    | Tenango de Doria                | 2614             | 14.93          | Urbana           | Cabecera municipal  |
| 130600037    | Santa Mónica                    | 1381             | 7.89           | Rural            | Comunidad           |
| 130600034    | San Nicolás                     | 1322             | 7.55           | Rural            | Comunidad           |
| 130600010    | El Damo                         | 996              | 5.69           | Rural            | Comunidad           |
| 130600061    | San José                        | 945              | 5.40           | Rural            | Comunidad           |
| 130600035    | San Pablo el Grande             | 793              | 4.53           | Rural            | Comunidad           |
| 130600036    | Santa María Temaxcalapa         | 588              | 3.36           | Rural            | Comunidad           |
| 130600009    | La Cruz de Tenango              | 514              | 2.94           | Rural            | Comunidad           |
| 130600006    | Cerro Chiquito                  | 464              | 2.65           | Rural            | Ranchería           |
| 130600012    | El Dequeña                      | 452              | 2.58           | Rural            | Ranchería           |
| 130600023    | El Nanthe                       | 445              | 2.54           | Rural            | Ranchería           |
| 130600020    | Ejido López Mateos (La Colonia) | 436              | 2.49           | Rural            | Ranchería           |
| 130600032    | San Francisco la Laguna         | 397              | 2.27           | Rural            | Ranchería           |
| 130600004    | El Bopo                         | 332              | 1.90           | Rural            | Ranchería           |
| 130600026    | Peña Blanca                     | 316              | 1.81           | Rural            | Ranchería           |
| 130600002    | El Aguacate                     | 314              | 1.79           | Rural            | Ranchería           |
| 130600043    | El Xuthi                        | 306              | 1.75           | Rural            | Ranchería           |
| 130600040    | El Texme                        | 303              | 1.73           | Rural            | Ranchería           |
| 130600022    | Agua Zarca                      | 279              | 1.59           | Rural            | Ranchería           |
| 130600051    | Palo Gacho                      | 279              | 1.59           | Rural            | Ranchería           |
| 130600038    | El Temapá                       | 255              | 1.46           | Rural            | Ranchería           |
| 130600005    | El Casiu                        | 235              | 1.34           | Rural            | Ranchería           |
| 130600019    | San Isidro la Laguna            | 226              | 1.29           | Rural            | Ranchería           |
| 130600062    | La Loma                         | 215              | 1.23           | Rural            | Ranchería           |
| 130600033    | San José del Valle              | 204              | 1.17           | Rural            | Ranchería           |
| 130600015    | El Gosco                        | 199              | 1.14           | Rural            | Ranchería           |
| 130600029    | El Progreso                     | 190              | 1.09           | Rural            | Ranchería           |
| 130600044    | El Zetoy                        | 188              | 1.07           | Rural            | Ranchería           |
| 130600011    | El Desdavi                      | 171              | 0.98           | Rural            | Ranchería           |
| 130600031    | San Francisco Ixmiquilpan       | 166              | 0.95           | Rural            | Ranchería           |
| 130600052    | El Tenexco                      | 155              | 0.89           | Rural            | Ranchería           |
| 130600030    | La Reforma                      | 155              | 0.89           | Rural            | Ranchería           |
| 130600058    | La Palizada                     | 151              | 0.86           | Rural            | Ranchería           |
| 130600003    | Los Ahilares                    | 139              | 0.79           | Rural            | Ranchería           |
| 130600048    | Linda Vista                     | 122              | 0.70           | Rural            | Ranchería           |
| 130600054    | El Xindhó                       | 116              | 0.66           | Rural            | Ranchería           |
| 130600016    | Huasquilla                      | 114              | 0.65           | Rural            | Ranchería           |
| 130600049    | El Lindero                      | 110              | 0.63           | Rural            | Ranchería           |
| 130600068    | La Loma del Progreso            | 97               | 0.55           | Rural            | Ranchería           |
| 130600047    | Las Juntas                      | 93               | 0.53           | Rural            | Ranchería           |
| 130600055    | Ejido Emiliano Zapata           | 92               | 0.53           | Rural            | Ranchería           |
| 130600067    | Colonia Ermita                  | 88               | 0.50           | Rural            | Ranchería           |
| 130600027    | Los Planes de Santiago          | 80               | 0.46           | Rural            | Ranchería           |
| 130600060    | El Barrio de San José           | 63               | 0.36           | Rural            | Ranchería           |
| 130600014    | El Dexhuadá                     | 63               | 0.36           | Rural            | Ranchería           |
| 130600053    | El Tramo                        | 63               | 0.36           | Rural            | Ranchería           |
| 130600057    | El Xaja                         | 61               | 0.35           | Rural            | Ranchería           |
| 130600021    | El Mamay                        | 48               | 0.27           | Rural            | Ranchería           |
| 130600050    | El Madhó                        | 42               | 0.24           | Rural            | Ranchería           |
| 130600066    | Piedras Negras                  | 35               | 0.20           | Rural            | Ranchería           |
| 130600064    | El Dixoy                        | 34               | 0.19           | Rural            | Ranchería           |
| 130600065    | La Joya                         | 28               | 0.16           | Rural            | Ranchería           |
| 130600059    | El Juanthe                      | 7                | 0.04           | Rural            | Ranchería           |
| 130600024    | El Ñanjuay                      | 7                | 0.04           | Rural            | Ranchería           |
| 130600013    | El Despi                        | 5                | 0.03           | Rural            | Ranchería           |
| 130600008    | La Concepción (El Carrizal)     | 4                | 0.02           | Rural            | Ranchería           |
| 130600069    | La Palma                        | 3                | 0.02           | Rural            | Ranchería           |
| 130600045    | Cerro Grande                    | 2                | 0.01           | Rural            | Ranchería           |
| 130600028    | El Potrero                      | 1                | 0.01           | Rural            | Ranchería           |

## Política
Se erigió como municipio el 15 de febrero de 1826. El Honorable Ayuntamiento está compuesto por: un Presidente Municipal, un síndico, ocho Regidores, cuarenta y nueve Delegados municipales y cinco Comisariados Ejidales. De acuerdo al Instituto Nacional electoral (INE) el municipio está integrado por catorce secciones electorales, de la 1177 a la 1190. Para la elección de diputados federales a la Cámara de Diputados de México y diputados locales al Congreso de Hidalgo, se encuentra integrado al IV Distrito Electoral Federal de Hidalgo y al IX Distrito Electoral Local de Hidalgo. A nivel estatal administrativo pertenece a la Macrorregión II y a la Microrregión XXI, además de a la Región Operativa IV Tenango.

### Cronología de presidentes municipales
| Periodo                  | Nombre                        | Afiliación política        |
| ------------------------ | ----------------------------- | -------------------------- |
| 1961-1964                | David Melo Barranco           | -                          |
| 1964-1967                | Ignacio Flores Mendoza        | -                          |
| 1967-1970                | Efraín Franco San Juan        | -                          |
| 1970-1973                | Amed Santos Reyes             | -                          |
| 1973-1976                | Efraín Franco San Juan        | -                          |
| 1976-1979                | Amed Santos Reyes             | -                          |
| 1979-1982                | Jaciel Mendoza Estrada        | -                          |
| 1982-1985                | Hernán Hernández Aguilar      | -                          |
| 1985-1988                | Noé Mendoza Estrada           | -                          |
| 1988-1991                | Guillermo Olvera Gómez        | -                          |
| 1991-1994                | Florencio Rosales Islas       | -                          |
| 16/01/1994 al 15/01/1997 | Benito Delgadillo Díaz        | PRI                        |
| 16/01/1997 al 15/01/2000 | Celestino Pedro Vargas Rangel | PRI                        |
| 16/01/2000 al 15/01/2003 | Emiliano Miranda Miranda      | PRI                        |
| 16/01/2003 al 15/01/2006 | Miguel Rivero Acosta          | PRI                        |
| 16/01/2006 al 15/01/2009 | José Cruz López Hernández     | PRD                        |
| 16/01/2009 al 15/01/2012 | Pedro Alejandro Licona Osorio | Mas x Hidalgo              |
| 16/01/2012 al 04/09/2016 | Alejandro Barranco Flores     | PAN                        |
| 05/09/2016 al 04/09/2020 | Aldo Octavio Molina Santos    | Un Hidalgo con Rumbo       |
| 05/09/2020 al 14/12/2020 | Francisco Huerta Fonseca      | Concejo Municipal Interino |
| 15/12/2020 al 04/09/2024 | Erick Mendoza Hernández       | Morena                     |
| 05/09/2024 al 04/09/2027 | Martha López Patricio         | Morena                     |

## Economía
En 2015 el municipio presenta un IDH de 0.645 Medio, por lo que ocupa el lugar 70.º a nivel estatal; y en 2005 presentó un PIB de $506,160,910.00 pesos mexicanos, y un PIB per cápita de $32,050.00 (precios corrientes de 2005).
De acuerdo con el Consejo Nacional de Evaluación de la Política de Desarrollo Social (Coneval), el municipio registra un Índice de Marginación Alto. El 55.7% de la población se encuentra en pobreza moderada y 23.8% se encuentra en pobreza extrema. En 2015, el municipio ocupó el lugar 68 de 84 municipios en la escala estatal de rezago social.
A datos de 2015, en materia de agricultura dentro de su principal producción se encuentra el maíz, café cereza, frijol y manzana. En ganadería destaca el la producción de ganado bovino con 896 toneladas de producción en pie, porcino con 185 toneladas, ovino con 30 toneladas, caprino con 4 toneladas.
Para 2015 se cuenta con 275 unidades económicas, que generaban empleos para 535 personas. En lo que respecta al comercio, se cuenta con un tianguis, trece tiendas Diconsa y dos lecheras Liconsa; además de un mercado público. De acuerdo con cifras al año 2015 presentadas en los censos económicos del INEGI, la Población Económicamente Activa (PEA) del municipio asciende a 5333 personas de las cuales 5178 se encuentran ocupadas y 155 se encuentran desocupadas. El 37.27%, pertenece al sector primario, el 18.63% pertenece al sector secundario, el 42.41%% pertenece al sector terciario y 1.69% no especificaron.